# 愉景灣 (加利福尼亞州)
愉景灣（英語：Discovery Bay）是位於美國加利福尼亞州康特拉科斯塔縣的一個人口普查指定地區。

## 地理
愉景灣的座標為37°54′31″N 121°36′01″W / 37.90861°N 121.60028°W，而該地最高點為海拔高度2米（即7英尺）。

## 人口
根據2010年美國人口普查的數據，愉景灣的面積為18.232平方公里，當中陸地面積為16.107平方公里，而水域面積為2.125平方公里。當地共有人口13352人，而人口密度為每平方公里732人。